# اسکوب
اسکوب (انگلیسی: Scoob) یک فیلم در ژانر ماجراجویی، کمدی، و پویانمایی‌شده است که در سال ۲۰۲۰ منتشر شد. از بازیگران آن می‌توان به زک افران، آماندا سایفرد، جینا رادریگز، ویل فورته، و فرانک ولکر اشاره کرد.
این فیلم در ابتدا قرار بود در ۱۵ مه ۲۰۲۰ اکران شود ولی به دلیل دنیاگیری ۲۰–۲۰۱۹ کروناویروس، این فیلم قرار شد به صورت آنلاین عرضه شود بدون اکران سینمااسکوب در ۱۵ مه ۲۰۲۰ اکران شود. این انمیشن ۴۰ میلیون دلار بیشر از تور جهانی ترول‌ها

## خلاصهٔ داستان
اسکوبی و گروهش با چالش بر انگیزترین معمای عمر خود مواجه می‌شوند. این فیلم نشان می‌دهد که چگونه او و بهترین دوستش، شگی، با هم آشنا شده و به محبوب‌ترین کارآگاهان جهان تبدیل می‌شوند و بعد از آن شگی و اسکوبی توسط ابرقهرمانان کل زندگیشان دزدیده می‌شود و می‌فهمند که اسکوبی یه سگ خاص است و یک کلید خیلی با ارزش است و…